# اضطهاد الكنيسة الكاثوليكية على يد النازية
عانت الكنيسة الكاثوليكية من الإضطهاد الديني في ألمانيا النازية. وباعتبار النازية أيديولوجية شمولية، سعى النازيون إلى السيطرة المطلقة على جميع الأنشطة الجماعية والاجتماعي، والتدخل في شؤون التعليم الكاثوليكي والمجموعات الشبابية والأندية العمالية والجمعيات الثقافية. لم تقبل الأيديولوجية النازية أن تكون الكنيسة مؤسسة مستقلة، وكان من المطلوب إخضاع الكنيسة للدولة. وقامت القيادة النازية بمحاولات لمحو المسيحية في ألمانيا على المدى الطويل. ظهرت العدوانية المتطرفة تجاه الكنيسة مع كل من وزير الدعاية السياسية جوزيف غوبلز، ووزير داخلية الرايخ الألماني هاينريش هيملر ومارتين بورمان والذين قادوا حملة ضد الكنائس والقساوسة قوية بين نشطاء الحزب النازي.
ويقول بعض المؤرخين أن هتلر لديه خطة سرية، والتي يقول كانت موجودة حتى قبل صعود النازيين إلى السلطة، وهي تدمير المسيحية في الرايخ الثالث، والذي كان من المقرر أن يتم السيطرة وتخريب الكنائس بعد الحرب. حاول الرايخ الثالث تأسسيس نسختهم الخاصة من المسيحية ودعيت مسيحية إيجابية وقد قال هانز كيرل وزير الشؤون الكنسية عن هذه الحركة: بأن هذه الحركة غير طائفية وتهدف إلى تغيير إيمان المسيحيين الألمان وإلى عدم إيمانهم بالتلاميذ وبكون المسيح ابن ألله وبكون المسيح من العرق السامي ويجب أن يكون إيمان المسيحيين الألمان متماشياً مع المعتقدات النازية في مسألة معاداة السامية وهذا ما أبدى اعتراض رجال الدين المسيحيين في ألمانيا ضد أدولف هتلر. وقد قال المؤرخ البريطاني إيان كيرشو بأن هتلر أسس هذه الحركة لكي يماشي المسيحية مع معتقداته بتفوق الجنس الآري، انتهت هذه الحركة بعد سقوط ألمانيا النازية في سنة 1945.
تعرض القادة والمثقفين المسيحيين للإضطهاد بسبب أنشطتهم السياسية المناهضة للنازية. بين عامي 1939-1945، قتل ما يقدر ب 3,000 شخص، وحوالي 18% من مجمل رجال الدين الكاثوليك البولنديين، للاشتباه في علاقات مع المقاومة البولندية أو جماعات يسارية أو لإيواء اليهود (والذي كان يعاقب عليه بالإعدام). خارج التيار المسيحي العام، كان شهود يهوه هدفًا للإضطهاد النازي، لرفضهم مبايعة الحكومة النازية.
وبحلول عام 1940، تم إنشاء من قبل النازيين ثكنة مخصصة لرجال الدين الكاثوليك في معسكرات الاعتقال في داخاو. من بين 2,720 رجل دين كان مسجل في سجن في داخاو، فإن الأغلبية الساحقة، أي 2,579 (أو 94.88%) كانوا من الكاثوليك ومن بينهم 400 كاهن كاثوليكي ألماني. وقرر النظام النازي التخلص من المدارس الكاثوليكية في ألمانيا من عام 1939 وإغلاق ماكتب الصحافة الكاثوليكية من عام 1941. ومع توسع الحرب في عام 1941، بدأ هجوم النظام على الكنيسة في ألمانيا. حيث استهدفت الأديرة وتمت مصادرة ممتلكات الكنيسة. واستهدفت اليسوعيون بشكل خاص لدورهم بإنقاذ حياة المدنيين اليهود خلال الهولوكست. وحسب البعض من الباحثين أمثال جون بولارد فإنّ «النظام النازي، اعتبر الرهبنة اليسوعية من ألّد الأعداء، فلم يكن هناك من معارضة أشرس للفلسفة النازة من الرهبنة اليسوعية». خصوصًا في كلية مدينة إنسبروغ، التي اعتبرت مما قبل الحرب أحد أهم معاقل مقارعة النازية، حتى قامت السلطات بإغلاقها عام 1938، إلى جانب نفي الكثير من الرهبان وإبعادهم عن ألمانيا، مما قبل الحرب. واتهم الأساقفة الألمان حكومة الرايخ «بالظلم الجائر والكراهية والنضال ضد المسيحية والكنيسة».

## الخلفية
كانت خطة النازيين الطويلة المدى نزع الصبغة المسيحية عن ألمانيا بعد النصر النهائي في الحرب. لم يكن بوسع أيديولوجيتهم أن تقبل مؤسسة مستقلة لا تنبع شرعيتها من الحكومة، ورغبوا في إتباع الكنيسة للدولة. اتهِم الكاثوليك بعدم الكفاية الوطنية أو عدم الولاء للوطن أو خدمة مصالح «قوى غريبة شريرة». رأى الراديكاليون العدوانيون المناهضون للكنيسة مثل يوزف غوبلز ومارتين بورمان الصراع مع الكنائس على أنه من الشواغل ذات الأولوية، وكانت المشاعر المعادية للكنيسة قوية بين نشطاء الأحزاب الشعبية. على المدى القصير، كان هتلر مستعدًا لكبح جماح مناهضته لرجال الدين، إذ رأى خطرًا في تقوية الكنيسة بسبب الاضطهاد.

في عشرينيات وثلاثينيات القرن العشرين، شن القادة الكاثوليك عددًا من الهجمات على الأيديولوجية النازية وكانت المعارضة المسيحية الرئيسية للنازية من الكنيسة الكاثوليكية. شجب الأساقفة الألمان بشدة «مذاهب النازية الخاطئة». حذروا الكاثوليك من العنصرية النازية وحَظرت بعض الأبرشيات العضوية في الحزب النازي، بينما انتقدت الصحافة الكاثوليكية الحركة النازية. كتب هاميرو في تاريخه عن المقاومة الألمانية:
نظرت الكنيسة الكاثوليكية... بشكل عام إلى الحزب النازي بالخوف والشك. لقد شعرت بالتهديد من أيديولوجية قومية متطرفة اعتبرت البابوية مؤسسة شريرة وغريبة تعارض الانفصالية الطائفية في التعليم والثقافة، ويبدو أنها في بعض الأحيان تعزز العودة إلى الوثنية في بلدان الشمال الأوروبي. وبدا أن إنشاء الرايخ الثالث ينذر بحدوث صراع مرير بين الكنيسة والدولة.
:-مقتطف من كتاب تيودور إس. هاميرو على الطريق إلى عرين الذئب -المقاومة الألمانية لهتلر.

## الاضطهاد في ألمانيا
في أعقاب الحرب، جمع المكتب الأمريكي للخدمات الاستراتيجية أدلة لمحاكمات نورمبرغ حول طبيعة ومدى الاضطهاد النازي للكنائس. وشملت الإجراءات المختلفة التي أشار إليها التقرير: حملة قمع المنظمات المذهبية والشبابية، والحملة ضد المدارس المذهبية، وحملة التشهير ضد رجال الدين. وفي تقرير بعنوان الخطة النازية الرئيسية: اضطهاد الكنائس المسيحية، قال مكتب الخدمات الاستراتيجية:
وخلال فترة الحكم الاشتراكي الوطني، تعرضت الحريات الدينية في ألمانيا وفي المناطق المحتلة لأضرار خطيرة. انعزلت الكنائس المسيحية المختلفة بشكل منهجي عن التواصل الفعال مع الناس. اقتصروا قدر الإمكان على أداء وظائف دينية محدودة، وحتى داخل هذا المجال الضيق تعرضوا للعديد من العوائق التي تجرأ النازيون على فرضها. وقد تحقق قسم من هذه النتائج بوسائل قانونية، والقسم الآخر بوسائل غير قانونية وإرهابية.
تحرك هتلر بسرعة للقضاء على الكاثوليكية السياسية. واعتقل النازيون الآلاف من أعضاء حزب الوسط الألماني. أطاح الانقلاب النازي بحكومة حزب الشعب البافاري الكاثوليكي في 9 مارس 1933. اعتقلت الشرطة ألفي موظف من موظفي الحزب في أواخر يونيو، وحُلّ الحزب مع حزب الوسط الوطني في أوائل يوليو. ترك الحل ألمانيا الحديثة دون حزب كاثوليكي لأول مرة. وفي الوقت نفسه، تفاوض نائب المستشار فرانز فون بابن مع الفاتيكان بشأن اتفاق الرايخ، الذي منع رجال الدين من المشاركة في السياسة. كتب إيان كيرشو أن الفاتيكان كان حريصًا على التوصل إلى اتفاق مع الحكومة الجديدة، على الرغم من «التحرش المستمر برجال الدين الكاثوليك، والاعتداءات الأخرى التي ارتكبها الراديكاليون النازيون ضد الكنيسة ومنظماتها». كتب بول أوشي أن هتلر كان لديه «تجاهل سافر» للاتفاق، وكان توقيعه عليه مجرد خطوة أولى في «القمع التدريجي للكنيسة الكاثوليكية في ألمانيا». كتب أنطون جيل أنه «من خلال اتباع أسلوبه المعتاد في التنمر، شرع هتلر بعد ذلك بانتزاع الكثير مقابل القليل الذي وقع عليه» وأغلق جميع المؤسسات الكاثوليكية التي لم تكن مهامها دينية تمامًا:
وسرعان ما اتضح أن هتلر يعتزم سجن الكاثوليك في كنائسهم. كان بإمكانهم الاحتفال بالقداس والاحتفاظ بطقوسهم بقدر ما يحلو لهم، لكن لا علاقة لهم بالمجتمع الألماني على الإطلاق. أغلِقت المدارس والصحف الكاثوليكية، وشُنت حملة دعائية ضد الكاثوليك.
-مقتطف من هزيمة مشرفة من تأليف أنطون جيل
على الفور تقريبًا، أصدر النازيون قانون التعقيم -قانون الوقاية من الأمراض المنقولة وراثيًا- وهو سياسة هجومية في نظر الكنيسة الكاثوليكية. بعد أيام، بدأت التحركات لحل رابطة الشباب الكاثوليكية. كانت الكاثوليكية السياسية أيضًا من بين أهداف حملة التطهير لهتلر المعروفة باسم السكاكين الطويلة عام 1934: وكان من بين الذين أُعدموا رئيس الحركة الكاثوليكية، إريك كلاوسنر؛ كاتب خطاب بابين ومستشاره إدغار يونغ (وهو أيضًا عامل في العمل الكاثوليكي)؛ والمدير الوطني لجمعية الشباب الكاثوليكي الرياضي، أدالبيرت بروبست. نجا المستشار السابق لحزب الوسط هاينريش برونينغ بصعوبة من الإعدام.

كتب وليام شيرر أن الشعب الألماني لم يثره اضطهاد الكنائس من قبل الحكومة النازية. تأثرت الغالبية العظمى بنجاحات هتلر المبكرة فلم يتحركوا لمواجهة السجن من أجل حرية العبادة. قال إن القليل منهم توقفوا ليعبروا عن أن النظام النازي كان يعتزم تدمير المسيحية واستبدال الوثنية القديمة للآلهة الجرمانية القبلية المبكرة والوثنية الجديدة للمتطرفين النازيين. نمت المشاعر المعادية للنازية في الأوساط الكاثوليكية مع زيادة الحكومة النازية إجراءاتها القمعية. كتب هوفمان، من البداية:
لم تستطع (الكنيسة الكاثوليكية) أن تقبل بصمت الاضطهاد العام أو النظام الصارم أو الظلم، وعلى وجه الخصوص قانون التعقيم في صيف عام 1933. على مر السنين حتى اندلاع الحرب، اشتدت المقاومة الكاثوليكية وكان أبرز المتحدثين باسمها هو البابا نفسه مع رسالته العامة الكنيسة والرايخ الألماني... بتاريخ 14 مارس 1937، والتي قرأتها جميع المنابر الكاثوليكية الألمان. كان كليمنس أوغست غراف فون غالين، أسقف مونستر، نموذجًا للعديد من المتحدثين الكاثوليك الشجعان. بشكل عام، كانت الكنائس هي المنظمات الرئيسية الوحيدة التي قدمت مقاومة مبكرة ومفتوحة نسبيًا: لقد ظلت كذلك لسنوات لاحقة.
-مقتطف من تاريخ المقاومة الألمانية 1933-1945 بقلم بيتر هوفمان.

### هيملر والشوتزشتافل
تحت قيادة النائب هيملر، كان راينهارد هايدريش، وشرطة الأمن، والشرطة الأمنية الألمانية مسؤولين عن قمع أعداء الدولة النازية، بما في ذلك «الكنائس السياسية»- مثل رجال الدين اللوثريين والكاثوليك الذين عارضوا نظام هتلر. قبضوا على هؤلاء المنشقين وأرسلوهم إلى معسكرات الاعتقال. وفقًا لكاتب سيرة هيملر بيتر لونغيريتش، كان هيملر يعارض بشدة الأخلاقيات الجنسية المسيحية و«مبدأ الرحمة المسيحية»، واعتبر كلاهما عقبة خطيرة أمام معركته المخطط لها مع من هم «دون البشر». في عام 1937 كتب:
إننا نعيش في عصر الصراع النهائي مع المسيحية. جزء من مهمة الشوتزشتافل إعطاء الشعب الألماني في نصف القرن القادم الأسس الأيديولوجية غير المسيحية التي يمكن أن يعيشوا عليها ويشكلوا حياتهم. لا تقتصر هذه المهمة على التغلب على الخصم الأيديولوجي فحسب، بل يجب أن تكون مصحوبة في كل خطوة بزخم إيجابي: وهذا ما يعني إعادة بناء التراث الألماني بالمعنى الأوسع والأكثر شمولًا
. -هاينريش هيملر، 1937
رأى هيملر أن المهمة الرئيسية لمنظمته شوتزشتافل تتمثل في «التغلب على المسيحية واستعادة طريقة العيش (الجرمانية) من أجل التحضير للصراع القادم بين (البشر وما هم دون البشر)» كتب لونغيريتش ذلك، في حين أن الحركة النازية برمتها أطلقت نفسها ضد اليهود والشيوعيين، «من خلال ربط إزالة المسيحية بإعادة الجرمنة، فزود هيملر الشوتزشتافل بهدف وغاية». وشرع في جعل قوات الشوتزشتافل محور «الجماعة التيتونية».